# Nellie Lutcher
Nellie Lutcher (ur. 15 października 1912 w Lake Charles, zm. 8 czerwca 2007 w Los Angeles) – amerykańska wokalistka i pianistka jazzowa.
Karierę muzyczną rozpoczęła w wieku 11 lat, akompaniując na fortepianie, legendarnej wokalistce bluesowej Ma Rainey. Największą popularność zdobyła jednak jako piosenkarka jazzowa, w latach 40 i 50 XX wieku, a za jej najpopularniejsze piosenki uchodzą „Hurry On Down” i „He’s A Real Gone Guy”. Wykonała również wspólnie z Natem Kingiem Cole piosenkę „Can I Come In For A Second?”. Współpracowała ze znanym perkusistą Andrew Cyrillem.